# 360 (film)
Pour les articles homonymes, voir 360 (homonymie).
Pour plus de détails, voir Fiche technique et Distribution.
360 est un film dramatique britannico-austro-franco-brésilien, adapté de la pièce La Ronde d'Arthur Schnitzler, réalisé par Fernando Meirelles et sorti en 2011.

## Synopsis
Histoire d'amour de différentes personnes dans divers pays où leurs destins se rejoignent sur plusieurs aspects.

### Vienne
Anna accompagne sa sœur Mirka à une séance photo de nu pour une agence d'escort, dirigée par Rocco. Mirka choisit le nom professionnel «Blanca», et Rocco révèle qu'il a assassiné un riche client, partageant son argent avec l'escort qui l'a prévenu. Anna attend en bas pendant que Mirka effectue une «faveur personnelle» pour Rocco, et les sœurs retournent à Bratislava en bus.
Rocco appelle Mirka pour rencontrer un client nommé Michael Daly et Anna l'accompagne à Vienne. Lorsque l'un des associés de Michael se demande à haute voix si Mirka est une prostituée, Michael sort et laisse à sa femme plusieurs messages vocaux affectueux. De retour à son hôtel, il reçoit un appel de son associé, qui a parlé à Blanca et fait chanter Michael dans un accord commercial.

### Paris
Un Algérien espionne une femme portant un béret rouge, alors qu'elle se rend à l'aéroport. Il est clair qu'il a des sentiments pour elle qu'il ne peut pas exprimer. Il parle à un imam, mais continue de suivre la femme mariée et se rend à sa mosquée et chez un thérapeute pour obtenir des conseils.

### Londres
Rose se dirige vers un hôtel sans savoir qu'une femme désemparée la prend en photo. Rose rencontre Rui et lui dit qu'ils doivent mettre fin à leur liaison, mais ils ont des relations sexuelles. De retour à la maison, Rui découvre que sa petite amie Laura l'a quitté, lui laissant une vidéo qui révèle qu'elle était la femme photographiant Rose. Michael Daly rentre chez lui, révélant qu'il est marié à Rose, et ils assistent à la pièce de théâtre de leur fille. Au lit, Rose se souvient des messages vocaux de Michael, et lorsqu'il mentionne que son prochain voyage pourrait être à Berlin, Rose s'exclame qu'elle adorerait y aller.

### Colorado
Le délinquant sexuel Tyler, libéré après six ans de prison, craint de ne pas être prêt à affronter les tentations extérieures. En montant à bord d'un vol de retour pour Brésil, Laura discute avec son compagnon de voyage John, qui cherche sa fille disparue depuis longtemps, et ils sont bloqués à Denver par le mauvais temps. Tyler parle au téléphone avec son assistant social de ses attractions incontrôlables et rencontre Laura dans un restaurant d'aéroport. Elle l'invite dans sa chambre d'hôtel, mais Tyler, en état d'ébriété, repousse ses avances  et s'enferme dans la salle de bain.
Le lendemain, John retrouve Laura et est ému quand elle le serre dans ses bras avant de se séparer. John arrive à Phoenix pour examiner des restes non identifiés, qui s'avèrent ne pas être sa fille. Lors d'une réunion des Alcooliques anonymes, John déclare qu'il peut enfin accepter le sort inconnu de sa fille et passer à autre chose.
Lors de la réunion, Valentina (Dinara Drukarova) partage sa propre histoire, révélant qu'elle est la femme que l'homme algérien a espionné à Paris. Elle envisage de divorcer de son mari Sergueï, qui est occupé à travailler pour un homme d'affaires russe tordu, et elle est secrètement amoureuse de son patron.

### De retour à Paris
De retour à la maison, Valentina dit à Sergueï qu'elle veut divorcer et s'intéresse à quelqu'un d'autre, mais Sergueï l'ignore et part. Valentina arrive pour travailler dans un cabinet dentaire, où son patron est l'Algérien. Ils répriment leurs sentiments mutuels l'un pour l'autre et, ayant aperçu une alliance à son doigt, il lui dit qu'elle devrait trouver un autre travail ; les deux ont le cœur brisé alors qu'elle part.

### De retour à Vienne
Sergueï vient chercher son patron, qui le réprimande pour avoir étudié l'anglais. Mirka et Anna arrivent à Vienne et Sergueï envoie Mirka dans la chambre d'hôtel de son patron. Anna et Sergueï sont liés par leur amour mutuel pour les livres et l'apprentissage de l'anglais, et elle le persuade de les conduire à travers la ville.
À l’hôtel, le patron de Sergueï montre à Mirka une mallette contenant de l’argent et celle-ci envoie un texto à Rocco pour l’en informer. Pendant que Mirka fait la fellation, le patron de Sergueï lit le téléphone de Mirka ; réalisant qu'elle a l'intention de le voler, il l'assomme et appelle Sergueï. De retour à l'hôtel, Sergueï se retrouve dans l'ascenseur avec Rocco. Partant alors que Rocco attaque le patron, Sergueï s'en va avec Anna. Reprenant conscience, Mirka constate que le patron de Sergueï et Rocco se sont entre-tués, prend l'argent et s'en va. En voix off, Anna lit une lettre d'adieu à sa sœur.

### Berlin
Michael se promène à Berlin avec son associé, professant son amour pour sa femme. Ils rencontrent Rose, et elle et Michael se dirigent bras dessus bras dessous vers l'aéroport. L'associé remarque qu'une femme entre dans un immeuble ; elle rencontre un photographe pour une séance photo.

## Fiche technique
- Titre original et français : 360
- Réalisation : Fernando Meirelles
- Scénario : Peter Morgan, d'après la pièce La Ronde d'Arthur Schnitzler
- Direction artistique : John Paul Kelly
- Décors : John Paul Kelly
- Costumes : Monika Buttinger
- Photographie : Adriano Goldman
- Montage : Daniel Rezende
- Musique : Robert Burger
- Production : Andrew Eaton (en), Chris Hanley, Danny Krausz, David Linde, Emanuel Michael
- Sociétés de production : Revolution Films (en), BBC Films, Dor Film, Gravity Entertainment (en), Muse Entertainment (en), O2 Filmes (pt), Fidélité Productions, ÖRF et Unison Films
- Société(s) de distribution :  Wild Bunch
- Pays de production :  Royaume-Uni /  Autriche /  France /  Brésil
- Langue originale : anglais britannique, allemand, arabe algérien, français, portugais et russe[1]
- Format : couleur - 35 mm - 2,35:1 - son Dolby numérique
- Genre : drame
- Durée : 110 minutes
- Dates de sortie :
  - Canada : 9 septembre 2011 (Festival international du film de Toronto)[2]
  - Royaume-Uni : 12 octobre 2011 (Festival du film de Londres)[2] ; 10 août 2012 (sortie nationale)[2]
  - France : 25 juillet 2012[2]
  - Québec : 3 août 2012[3]
  - Belgique : 15 août 2012[2]

Source : IMDb

## Distribution
Note : à la suite du choix du distributeur français, Wild Bunch Distribution, le film ne sera pas doublé en version française (VF) lors de sa sortie au cinéma. Toutefois, le film aura une VF lors de sa sortie en DVD et Blu-ray car la société de doublage Alter Ego a été contactée pour la réaliser.
- Anthony Hopkins[5] (VF : Georges Claisse) : John[6]
- Jude Law (VF : Dimitri Rataud) : Michael Daly[6]
- Rachel Weisz (VF : Odile Cohen) : Rose
- Ben Foster (VF : Stéphane Fourreau) : Tyler
- Moritz Bleibtreu : l'homme d'affaires allemand[6]
- Jamel Debbouze (VF : lui-même) : le dentiste musulman à Paris
- Maria Flor : Laura
- Mark Ivanir : le patron[6]
- Peter Morgan : le vendeur
- Cyril Hutteau  : L’épicier
- Tereza Srbova
- Gabriela Marcinkova : Anna
- Katrina Vasilieva	: Alyssa
- Dinara Droukarova : Valentina[6]
- Sean Power : le secrétaire AA[6]
- Riann Steele : la serveuse[6]
- Vladimir Vdovitchenkov : Sergei
- Johannes Krisch : Rocco[6]
- Juliano Cazarré : Rui
- Lucia Siposová : Mirkha
- David Frost : un passager
- Marianne Jean-Baptiste : Fran[6]
- François-Xavier Demaison (VF : lui-même) : un chauffeur de taxi[6]

Sources et légende : Version française (VF) sur RS Doublage, sur Alter Ego et sur le DVD zone 2

## Autour du film
Il s'agit de la cinquième adaptation à l'écran de La Ronde d'Arthur Schnitzler.
En France, le film est sorti en DVD / Blu-ray le 28 novembre 2012.